# Heidi Albertsen
Heidi Albertsen (Copenaghen, 1º settembre 1976) è una supermodella danese. È ambasciatrice di buona volontà per Life Project for Africa e Lower Eastside Service Center.

## Biografia
Albertsen è nata a Copenaghen, Danimarca. Il suo primo lavoro, all'età di 10 anni, consisteva nel consegnare giornali a Copenaghen, sua città natale. Ha lavorato poi come lavapiatti in un ristorante e in una macelleria e ha venduto cioccolata in un negozio di dolciumi. Da ragazza, Albertsen ha avuto problemi di obesità ma è riuscita infine a perdere peso, dopo di che afferma di essere stata “fortemente incoraggiata a entrare nel mondo della moda."
All'età di 17 anni, Albertsen vinse la finale mondiale dell'Elite Model Look del 1993, l'annuale concorso di bellezza organizzato da Elite Model Management, che attrae ogni anno più di 350.000 partecipanti provenienti da 800 città di 70 paesi sparsi per i 5 continenti. Dopo qualche settimana, si trasferì a Manhattan per intraprendere la sua carriera da top model in cui era stata da poco catapultata.
Dall'inizio della sua carriera Albertsen è apparsa in spot televisivi e pagine pubblicitarie. Dalla metà degli anni novanta è apparsa in sfilate di moda, giornali, film e spot pubblicitari in tutto il mondo. È comparsa sulla copertina e all'interno di Vogue, Harper's Bazaar, Elle, Sports Illustrated, Cosmopolitan, Vanity Fair, Shape, Woman, M!, e diverse riviste di fitness. È stata scelta come modella per numerose campagne pubblicitarie da La Perla, L'Oréal, Guess, Nicole Miller, Roberto Cavalli e Victoria's Secret. È apparsa su MTV, E-Channel, Oxygen, Good Morning America e altri programmi. Albertsen ha lavorato anche, tra gli altri, per American Express, Armani, Comme des Garçons, Clairol, Dove, Fruit of the Loom, Neutrogena, e Vera Wang.
La rivista Fitness l'ha scelta come Corpo dell'anno nel 2000.
Albertsen ha affermato che tra i suoi scatti preferiti ci sono quelli con la sua amica e stilista, Nicole Miller; con i fotografi Albert Watson a Nizza, Francia, e Fabrizio Ferri a Milano, Italia, entrambi per Escada; e con il fotografo Antoine Verglas per una copertina e un calendario della rivista Max.
Oltre alle apparizioni in spot e pagine pubblicitarie, appare anche nei titoli di coda di alcuni film lavorando con Nicolas Cage in Il mistero dei Templari, Ben Stiller in Zoolander, Woody Allen in Celebrity, e un film IMAX di David Breashears Kilimanjaro: To the Roof of Africa per la National Geographic Society.
Nel 2000 Albertsen è stata scelta da Breashears per far parte della squadra che avrebbe dovuto scalare il Kilimangiaro, la montagna isolata più grande del mondo in Tanzania, Africa. La spedizione contava sette scalatori tra cui Albertsen. Ha completato la scalata due volte, la prima nel giugno del 2000 e la seconda nel novembre dello stesso anno. Albertsen ha descritto queste arrampicate in cima alla vetta di 5.895 m. come esperienze che l'hanno messa alla prova “dal punto di vista fisico, emotivo e intellettuale”. Ha documentato la scalata con schizzi, dipinti, fotografie e filmando un proprio documentario.
Albertsen ha svolto il ruolo di giudice per concorsi di bellezza e moda. Nel 2005, ha rivestito tale ruolo per il concorso di Miss Universo, svoltosi in Thailandia. Nel 1994 ha svolto la medesima funzione in occasione della finale mondiale dell'Elite Model Look a Ibiza, Spagna. Tra il 1995 e il 1999, ha giudicato i concorsi nazionali dell'Elite Model Look in Danimarca, Indonesia e Thailandia.
Nel 2011, Albertsen ha partecipato come concorrente per l'edizione danese del programma televisivo MasterChef, che ha conseguito i più alti indici di ascolto tra le edizioni nazionali del format in Europa.

### Volontariato
Albertsen è stata portavoce di numerose organizzazioni benefiche a favore di bambini abbandonati, con HIV e AIDS e senzatetto. Continua a essere ambasciatrice di buona volontà per diverse organizzazioni benefiche. È la principale ambasciatrice e portavoce per Life Project for Africa, un'organizzazione non profit il cui scopo è quello di salvare e migliorare la vita dei più bisognosi in Africa tramite servizi che promuovano la sanità, offrano istruzione, si rivolgano ai poveri e forniscano riparo ai senzatetto. È ambasciatrice e portavoce per il Lower Eastside Service Center (LESC), un'organizzazione non profit con l'obiettivo di fornire una serie completa e continua di cure e assistenza per i newyorchesi affetti da assuefazione alle sostanze chimiche e problemi di salute mentale. Sostiene il Pregnant Women and Infants Program, un programma del LESC creato per soddisfare le esigenze delle donne incinte con assuefazione da oppio. Promuove anche Bridge2Life, un ausiliario del LESC a favore dei figli disagiati delle famiglie in via di guarigione.

### Educazione
Tra il 2006 e il 2010, pur continuando a lavorare come modella, Albertsen ha proseguito gli studi part-time a New York alla National Academy School of Fine Arts, all'Hunter College e all'Università della Città di New York. Inoltre, ha frequentato la Parsons The New School for Design e l'Art Students League of New York.

### Vita privata
Albertsen sostiene uno stile di vita sano ed equilibrato, che coniuga fitness, bellezza, forza e stile. È una sportiva molto attiva. Tra le altre cose, cucina, dipinge, pratica arrampicata, sci d'acqua, corre nelle maratone, gioca a tennis e a golf e fa yoga. Vive nel quartiere di Manhattan a New York.